# ザ・ムービー事件
ザ・ムービー事件（ザ・ムービーじけん）とは、2012年10月末に情報流出アプリによって大量の個人情報が悪用された事件。

## 経緯
出会い系サイトを運営していたA社の社員が社内で「携帯端末内の電話帳の全個人情報を抜き取るアプリ」の作成という発案に社長が同意。A社は取引先会社役員に約50万円で作成を持ち掛け、取引先会社役員は知人のプログラマーに依頼して2012年2月に情報流出アプリ作成に成功。2月から4月にかけて、iPhoneの人気ゲーム等の名称の後ろに「the movie」を付け加えたアプリ名を配信して、iPhoneの人気ゲームの動画再生サイトを装って約50種類のアプリをアンドロイド端末の公式サイト「Google Play」に配信。これによって、アプリをダウンロードした約9万人から情報を取り込み、約1183万件の電話番号やメールアドレスなどが流出し、出会い系サイト勧誘に悪用された。
2012年10月13日に情報流出アプリの製作・配信に関与したA社の社員ら5人が逮捕された。逮捕容疑は2012年3月に一人の女性に対し、意に反して個人情報を外部に送信させた不正指令電磁的記録供用罪容疑であった。スマートフォンからの個人情報大量流出が立件されたのは初めてであった。個人情報大量流出発覚後にA社の社長は会社を清算し、社内のパソコンのデータや文書を破棄していたが、残っていたパソコンからは約50種類の情報流出アプリが発見された。
だが、アプリをインストールする際の同意画面において「アプリに許可する権限」として「連絡先データの読み取り」という項目を表示しており、「利用者の意思」に反して情報が抜き取られたかどうかが焦点となった。警視庁幹部は「この表示だけで、全電話帳データを抜かれるとは思わない」として利用者の意思に反すると指摘したが、逮捕された5人の弁護士は「この表示を読めば、個人情報が読み取られると認識できるはずだ」として利用者の同意に基づくものだったと反論していた。
逮捕された5人は勾留期限の11月20日に処分保留で釈放された。12月26日に東京地検に「利用者の意思に反した流出だったと認定するのは困難」「最初から個人情報を不正取得する認識があったことを示す証拠がない」ことから、5人は嫌疑不十分で不起訴処分となった。